# Blarians
Blarians település Franciaországban, Doubs megyében. Lakosainak száma 55 fő (2022. január 1.). Blarians Germondans, La Barre és Beaumotte-Aubertans községekkel határos.

## Népesség
A település népességének változása:
| Lakosok száma | 35   | 57   | 47   | 45   | 61   | 60   | 57   | 55   | 54   | 55   |
|               | 1968 | 1982 | 1990 | 2006 | 2013 | 2015 | 2017 | 2019 | 2020 | 2022 |